# Thai AirAsia X
Thai AirAsia X (тайск. ไทยแอร์เอเชีย เอกซ์; полное наименование — Thai AirAsia X Company Limited) — тайская дальнемагистральная бюджетная авиакомпания, базирующаяся в аэропорту Суварнабхуми (Бангкок). Является совместным предприятием малайзийской AirAsia X и тайской Thai AirAsia.
Авиакомпания была основана в 2013 году и совершила свой первый рейс в 2014. К ноябрю 2022 года авиакомпания эксплуатирует 9 самолётов двух моделей, совершая рейсы по 11 направлениям. Выполнение ещё двух рейсов будет начато в декабре 2022.

## История
18 сентября 2013 года малайзийская авиакомпания AirAsia X подписала акционерное соглашение с Tassapon Bijleveld и Julpas Krueospon о создании совместного предприятия дальнемагистральной бюджетной авиакомпании. В результате была создана тайская компания под названием Thai AirAsia X Company Limited, в которой Thai AirAsia X получила 49 % акций. 3 февраля 2014 года Thai AirAsia X получила сертификат эксплуатанта Департамента гражданской авиации Таиланда. 17 июня 2014 года Thai AirAsia X открыла свой первый рейс в аэропорт Инчхон (Сеул) на самолёте Airbus A330-300 из Донмыанга (Бангкок).
В декабре 2016 года Thai AirAsia X объявила о прекращении полётов на Ближний Восток, впоследствии отменив все рейсы в Тегеран и Маскат.
В августе 2019 года Thai AirAsia X приняла поставку первого в своём флоте самолёта Airbus A330neo.
Из-за карантинных мер все внутренние рейсы авиакомпании в июле 2021 года были отменены. В октябре 2021 года Thai Asia X объявила о возобновлении полётов в аэропорту Суварнабхуми на следующий месяц. 26 апреля 2022 года Thai AirAsia X объявила, что полностью перенесёт свои операции из международного Донмыанг в аэропорт Суварнабхуми. 19 мая 2022 года Thai AirAsia X подала заявление о банкротстве в Центральный суд по делам о банкротстве в Бангкоке, однако, как сообщается, этот процесс не должен повлиять на деятельность авиакомпании.

## Флот
По состоянию на ноябрь 2022 года Thai AirAsia X эксплуатирует следующие самолёты:

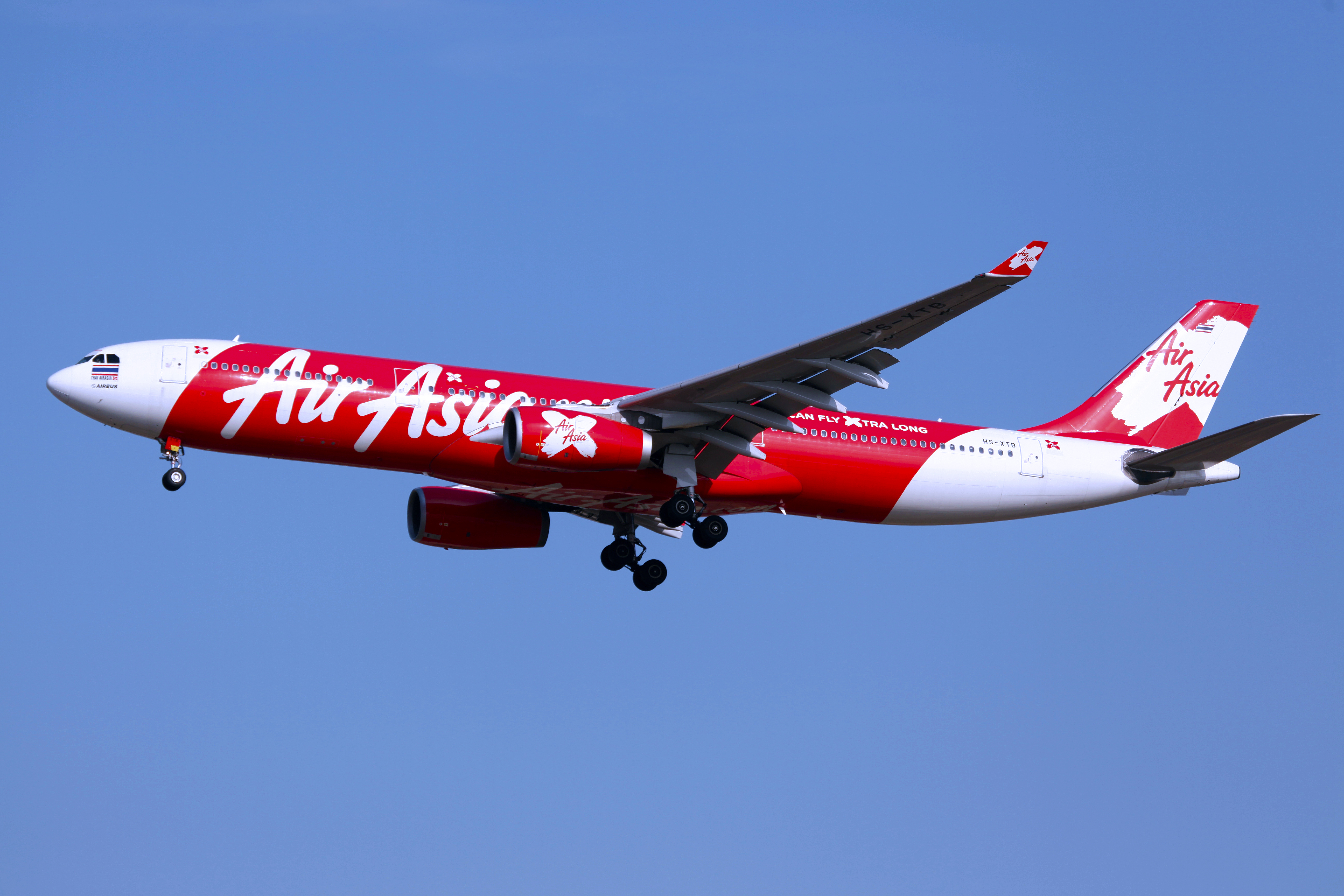
Airbus A330-300 авиакомпании Thai AirAsia X (рег. номер HS-XTB, 2015 год)

## Пункты назначения
Первым направлением авиакомпании стал маршрут из бангкокского аэропорта Донмыанга в сеульский аэропорт Инчхон. К настоящему моменту авиакомпания осуществляет рейсы по одиннадцати направлениям. В декабре 2022 года авиакомпания планирует начать выполнение рейсов в аэропорты Мельбруна (с 1 декабря) и Сиднея (со 2 декабря).

## Авиационные происшествия
- 14 февраля 2017 года с самолётом Airbus A330-343X авиакомпании Thai Air Asia X произошёл серьёзный инцидент. Самолёт пересёк маркировку места ожидания и выехал на ВПП аэропорта Нарита (Токио) вопреки указаниям авиадиспетчера. Из-за этого Airbus A330-302 авиакомпании China Airlines, заходя на посадку, был вынужден уйти на второй круг по указанию авиадиспетчера[17].

### Комментарии
1. ↑  Данные на ноябрь 2022 года